# Brieulles-sur-Meuse
Brieulles-sur-Meuse – miejscowość i gmina we Francji, w regionie Grand Est, w departamencie Moza.
Według danych na rok 1990 gminę zamieszkiwało 356 osób, a gęstość zaludnienia wynosiła 15 osób/km² (wśród 2335 gmin Lotaryngii Brieulles-sur-Meuse plasuje się na 700. miejscu pod względem liczby ludności, natomiast pod względem powierzchni na miejscu 120).